# Gagliano (famiglia)

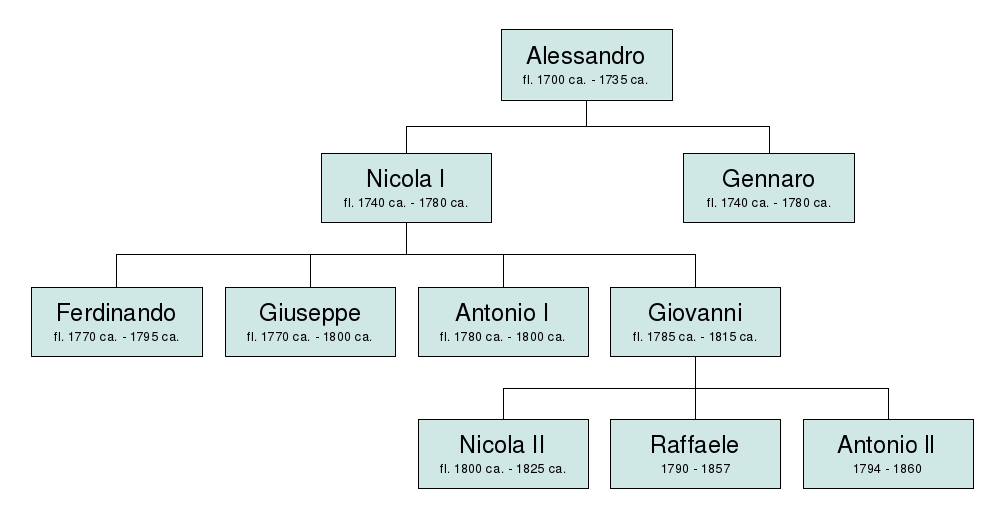
Albero genealogico

I Gagliano sono stati una famiglia di liutai napoletani.
È stata una famiglia di liutai particolarmente prolifici, che hanno realizzato molti violini, diversi violoncelli ed alcune viole. I loro strumenti erano costruiti generalmente su modelli Stradivari ed usavano una vernice fra loro simile, a parte quelli prodotti da Alessandro. La vernice dei Gagliano ha un colore arancio dorato, talvolta macchiata. Gli strumenti dei Gagliano erano ottimi sotto tutti i punti di vista e molto apprezzati dagli esecutori.
Non è stata pubblicata alcuna opera che fornisca correttamente tutte le date relative ai liutai, e quelle pubblicate talvolta non coincidono con quelle delle etichette originali.

## Tavola genealogica
|                          |                          |                       |                         |                           |                           |                        |                       |                               |                               |                        |                        |
|                          |                          |                       |                         | Alessandro *~1660 †1728   |                           |                        |                       |                               |                               |                        |                        |
|                          |                          |                       |                         |                           |                           |                        |                       |                               |                               |                        |                        |
|                          |                          |                       |                         |                           |                           |                        |                       |                               |                               |                        |                        |
|                          |                          |                       | Nicolò (I) *~1695 †1758 | Nicolò (I) *~1695 †1758   | Gennaro *~1700 †1788      | Gennaro *~1700 †1788   |                       |                               |                               |                        |                        |
|                          |                          |                       |                         |                           |                           |                        |                       |                               |                               |                        |                        |
|                          |                          |                       |                         |                           |                           |                        |                       |                               |                               |                        |                        |
| Ferdinando *~1724 †~1781 | Ferdinando *~1724 †~1781 | Giuseppe *~1725 †1793 | Giuseppe *~1725 †1793   | Antonio (I) *1728 †~1795  | Antonio (I) *1728 †~1795  | Giovanni *~1740 †1806  | Giovanni *~1740 †1806 |                               |                               |                        |                        |
|                          |                          |                       |                         |                           |                           |                        |                       |                               |                               |                        |                        |
|                          |                          |                       |                         |                           |                           |                        |                       |                               |                               |                        |                        |
|                          |                          | (Gaetano *1770 †1824) | (Gaetano *1770 †1824)   | Nicola (II) fl. 1780~1825 | Nicola (II) fl. 1780~1825 | Raffaele *~1790 †1857  | Raffaele *~1790 †1857 | Antonio (II) *post 1790 †1860 | Antonio (II) *post 1790 †1860 | (Giovanni *1800 †1867) | (Giovanni *1800 †1867) |
|                          |                          |                       |                         |                           |                           |                        |                       |                               |                               |                        |                        |
|                          |                          |                       |                         |                           |                           |                        |                       |                               |                               |                        |                        |
|                          |                          |                       |                         |                           |                           | Vincenzo fl. 1870-1886 |                       |                               |                               |                        |                        |

## Membri

### Alessandro Gagliano
Alessandro (*~1660 †1728), è stato allievo di Nicola Amati e Antonio Stradivari. Tornato a Napoli dopo un soggiorno a Cremona, è stato il capostipite della scuola di liuteria napoletana, padre di Nicolò e di Gennaro. Pochi esemplari di suoi violini sono sopravvissuti in buone condizioni, così come alcune viole, contrabbassi e pochi (ma particolarmente buoni) violoncelli.
I suoi violini sono differenti sotto tutti i punti di vista rispetto a quelli costruiti dai suoi discendenti, soprattutto per quanto riguarda la vernice, che è ad olio, di colore rosso vivo. Ha realizzato violini di almeno tre misure diverse, delle quali una piccola ed una particolarmente grande e dal diapason elevato. La dimensione delle effe varia notevolmente.
Etichetta tipica:

Alexandri [oppure Alessandro] Gagliano

Alumnus Antonio Stradivarius

fecit Anno 1722

### Nicola (I) Gagliano
Nicolò (*~1695 †1758), noto anche come Nicola (I) Gagliano, figlio maggiore di Alessandro, ha costruito numerosi violini e violoncelli di ottima qualità nel corso della sua lunga carriera, taluni in collaborazione con il figlio Giuseppe. Alcune delle sue opere sono state talvolta oggetto di imitazione, oppure confuse, con strumenti di Antonio Stradivari. I suoi strumenti sono notevolmente ispirati agli Stradivari e sono di qualità generalmente molto elevata, anche se alcuni presentano misure eccessive. Nicola e Gennaro hanno introdotto il modello di violoncello che è stato poi ripreso da molti liutai napoletani successivi. È stato padre di Ferdinando, Giuseppe, Antonio e Giovanni.
Etichetta tipica:

Nicolaii Gagliano fecit

in Napoli 1711

### Gennaro Gagliano
Gennaro (*~1700 †1788), secondogenito di Alessandro, ha costruito diversi strumenti di ottima fattura, tanto da essere spesso considerato il miglior liutaio della famiglia. Il suo stile era molto vicino a quello della scuola cremonese, notevolmente influenzato da Stradivari ma anche da Amati.

### Ferdinando Gagliano
Ferdinando (*~1724 †~1781), primogenito di Nicola (I), ha realizzato diversi strumenti di ottima qualità, anche se spesso anonimi. Alcuni strumenti con la sua etichetta sono stati identificati come opera del padre o del fratello. Si presume abbia studiato soprattutto dallo zio Gennaro ed i suoi strumenti ricordano molto quelli di quest'ultimo. La sua vernice è di buona qualità, ma inferiore rispetto a quella del padre o dello zio. Ha collaborato in una certa misura con i suoi tre fratelli.

### Giuseppe Gagliano
Giuseppe (*~1725 †1793), fratello di Ferdinando è stato allievo di suo padre Nicola e ha prodotto strumenti di eccellente qualità, che però è andata scemando con il passare degli anni. Gli strumenti costruiti in collaborazione con il fratello Antonio sono inferiori rispetto alla sua produzione precedente.

### Antonio (I) Gagliano
Antonio (*1728 †~1795), altro figlio di Nicola (I), stando alle etichette originali i suoi strumenti sono stati spesso costruiti in collaborazione con il fratello Giuseppe, rispetto al quale la sua produzione è però di qualità inferiore.

### Giovanni Gagliano
Giovanni (*~1740 †1806), quartogenito di Nicola (I), ha iniziato a lavorare in collaborazione con i fratelli Giuseppe ed Antonio, rendendosi poi indipendente verso il 1800. Anche la sua produzione si distingue nettamente da quella dei fratelli, in particolare per le caratteristiche delle effe e del cavigliere. È stato padre di Nicola II, Raffaele e Antonio.

### Nicola (II) Gagliano
Nicola (II) (fl. 1780~1825). figlio di Giovanni, ha prodotto buoni strumenti, che però sono spesso difficili da distinguere e da attribuire correttamente.

### Raffaele Gagliano
Raffaele (*~1790 †1857), altro figlio di Giovanni, ha costruito diversi violini e violoncelli, spesso dal fondo non rifinito. Usava la stessa vernice della famiglia, ma la qualità dei suoi strumenti è inferiore rispetto a quella dei suoi predecessori.

### Antonio (II) Gagliano
Antonio (II) (*post 1790 †1860), figlio di Giovanni, valgono le stesse considerazioni riferite al fratello Raffaele.